# Einhängepunkt
Als Einhängepunkt (englisch mount point) wird unter unixartigen Betriebssystemen der Ort in der Verzeichnisstruktur bezeichnet, an dem eine Ressource eingehängt, englisch mounted bzw. Neudeutsch gemountet, wird. Je nach Betriebssystem wird ein einhängbarer Datenspeicher oder ein Dateisystem, etwa in einem Laufwerk oder auf einer Partition, auch als Laufwerksbuchstabe oder Volume bezeichnet.

## Unix
Unter Unix und auf unixartigen Systemen, beispielsweise Linux oder macOS, werden Datenspeicher – „Laufwerke“ – als blockorientierte Gerätedateien abgebildet. Der Name dieser Gerätedateien unterscheidet sich je nach Betriebssystem und kann sich auf ein und demselben Betriebssystem zusätzlich z. B. nach dem Typ der Anbindung unterscheiden (SCSI, ATA, NVMe…). Neben hierarchisch orientierten Namensschemata wie der Anschlussweise der Geräte gibt es noch logische, bei denen lediglich die Art des angeschlossenen Geräts Niederschlag findet. Unter Linux stehen beispielsweise meist die ersten beiden Zeichen für die Art des Laufwerks, das dritte für die Nummer; so bezeichnet /dev/hda die erste ATA-Festplatte, /dev/sdb die zweite SCSI-Festplatte oder /dev/fd2 das dritte Diskettenlaufwerk. Hingegen macht der verwendete Anschluss am System unter macOS keinen Unterschied, die erste Festplatte heißt immer /dev/disk0. Interne Diskettenlaufwerke unterstützt macOS gar nicht, allerdings können externe USB-Diskettenlaufwerke verwendet werden. Allen unixartigen Betriebssystemen gemein sind jene logischen Gerätenamen, die den auf dem Datenspeicher vorgefundenen Partitionen entsprechen, etwa /dev/sda1 für die erste Partition auf dem ersten ATA-Gerät unter Linux, was /dev/disk0s0 unter macOS entspricht.
Über den Gerätenamen gelingt der Zugriff auf die blockorientierten Rohdaten des zugrundeliegenden logischen Datenspeichers. Darüber wird u. a. die Formatierung durchgeführt und somit ein Dateisystem erstellt. Das Dateisystem muss vom Betriebssystem unterstützt werden, dann erscheint dessen Inhalt durch das Einbinden schließlich an der angegebenen Stelle in der systemweiten Verzeichnisstruktur – es wird dort in ein Verzeichnis, das bereits vorhanden sein muss, eingehängt. Innerhalb der Verzeichnisstruktur, die in ihrer Gesamtheit auch als Unix-Dateisystem bezeichnet wird, geschieht der normale Zugriff in weiterer Folge nicht über Gerätenamen, sondern über das beim Einhängen benutzte Verzeichnis, also über die für das Einhängen benutzte Stelle innerhalb der Verzeichnisstruktur.
Der Befehl, mit dem ein Datenträger eingehängt werden kann, heißt mount; der Vorgang wird als Einhängen, Einbinden oder Mounten (englisch to mount) bezeichnet. Der Befehl zum Aushängen eines Datenträgers heißt umount. Eingehängte Datenträger müssen wieder aus der Verzeichnisstruktur entfernt werden (englisch unmount), bevor sie wieder aus dem Laufwerk genommen werden können. Dies ist wichtig, weil es sonst zu Datenverlusten kommen kann, da beim Aushängen Daten aus dem Cache wieder auf den Datenträger geschrieben werden. Vielfach werden Verfahren eingesetzt, die einen Datenträger automatisch einbinden, nachdem dieser angeschlossen oder eingelegt wurde (Automounter).
Durch das Mounten wird die Verzeichnisstruktur am Einhängpunkt unterhalb des Stammverzeichnisses (englisch root directory, dargestellt durch den /) um jene Strukturen erweitert, die das Dateisystem des eingehängten Datenträgers enthält. Damit spielt es für Anwendungen keine Rolle, auf welchem Datenträger eine Datei liegt, da das Betriebssystem die Verwaltung übernimmt und man nur den betreffenden Pfad durch die Verzeichnisstruktur kennen muss.
Die für ein System wichtigen logischen Datenspeicher, z. B. Partitionen, werden automatisch beim Systemstart eingehängt und beim Herunterfahren wieder ausgehängt. Die dafür benutzten Einhängepunkte sind in der Datei /etc/fstab (für Filesystem Table) angegeben, in der auch Eigenschaften bzw. Mount-Optionen vordefiniert werden können. Dazu gehören Benutzerrechte, Schreibrechte, Leserechte ebenso wie für das jeweilige Dateisystem spezifische Optionen.
Die für das dynamische Einbinden von z. B. Wechseldatenträgern vorgesehene Unterverzeichnisse hängen von der Konfiguration ab. Nach dem Filesystem Hierarchy Standard ist dafür der Einhängepunkt /media vorgesehen, wobei als Name für das Unterverzeichnis z. B. die Bezeichnung oder die Seriennummer des eingebundenen Dateisystems (volume label oder volume serial number) verwendet wird. Dies ist bei Linux der Normalfall, in früheren Versionen waren jedoch auch zum Beispiel /cdrom oder /mnt/cdrom für CD-ROMs übliche Stellen im Verzeichnisbaum (ohne Dateisystem-Bezeichnung). Bei macOS ist /Volumes das Standard-Verzeichnis, in dem die Dateisysteme mit ihrem Namen eingebunden werden. Heißt ein Volume beispielsweise „Daten“, so findet sich dieses Dateisystem in /Volumes/Daten. Das entspricht under Linux /media/Daten.
Das Apple-Betriebssystem macOS, früher Mac OS X und OS X, kennt neben den Unix-typischen Kommandos mount und unmount zusätzlich die Dienstprogramme diskutil (ab Mac OS X 10.2 „Jaguar“), bei alten Versionen von Mac OS X auch disktool, um Datenspeicher bzw. deren Dateisysteme zu verwalten. Die Kommandos können z. B. auf dem Terminal oder im Einzelbenutzermodus (Single-User Mode) genutzt werden.

## DOS und Windows
Auf den Microsoft-Betriebssystemen MS-DOS, dazu kompatiblen DOS und Windows werden Einhängepunkte als Laufwerksbuchstaben bezeichnet. Diese kommen geschichtlich vom MS-DOS-Vorläufer CP/M und bezeichnen einhängbare Dateisysteme bzw. Volumes mit einem Buchstaben von A–Z, gefolgt von einem Doppelpunkt, also A: bis Z:. Auch unter Windows 9x und Windows NT wurde diese Konvention fortgeführt, allerdings ist dadurch auch die Anzahl einhängbarer Dateisysteme auf 26 beschränkt. Ab Windows NT 4.0 können Dateisysteme auch als Unterverzeichnis eingehängt werden, was dann als Volumebereitstellungspunkt bezeichnet wird.
Traditionell bezeichnen A: und B: die zwei möglichen Diskettenlaufwerke des IBM PC und kompatiblen Computers, und C: die Bootpartition der Festplatte sowie, sofern keine weiteren Festplatten(-partitionen) vorhanden sind, D: das CD/DVD-Laufwerk des Computers.
Die Reihenfolge der Vergabe von Laufwerksbuchstaben hängt bei MS-DOS-basierten Systemen, und bedingt auch bei NT-basierten Systemen (Startlaufwerk), von der Anschlussweise dieser Laufwerke ab (also zum Beispiel IDE-Kanal und Jumperung), von der Reihenfolge des Nachladens der weiteren Treiber sowie gegebenenfalls von der manuellen Laufwerksbuchstabenzuordnung in der Systemsteuerung.
Auch CD- und DVD-Laufwerke sowie Speicherkartenlesegeräte (card reader) erhalten eigene Laufwerksbuchstaben (bei Lesegeräten mit mehreren Steckplätzen (Slots) erhält jeder Steckplatz einen eigenen Laufwerksbuchstaben, da jeder Steckplatz als eigenes Laufwerk angesehen wird). Bei externen Datenspeichern wie USB-Memory-Sticks werden automatisch beim Einstecken – während des Betriebs – Laufwerksbuchstaben zugewiesen. Das ist ab Windows 2000 der Fall, mit Treibern anderer Anbieter bereits ab Windows 98. Ebenso können Laufwerksbuchstaben für Netzwerkzugriffe auf einem anderen Rechner vergeben werden (Netzlaufwerk). Zudem kann mit dem Kommandozeilenbefehl subst einzelnen Verzeichnissen ein eigener Laufwerksbuchstabe zugewiesen werden.
Aufgrund der Marktdominanz von Windows wurden Laufwerksbuchstaben auch auf anderen Systemen übernommen, beispielsweise bei der PlayStation von Sony.